# 강용
강용(한국 한자: 康勇, 1979년 1월 14일 ~ ) 은 대한민국의 전직 축구 선수이다. 현역 시절 주로 사이드 풀백 포지션을 맡았다.

## 클럽 경력
강용은 2001 K리그 드래프트에서 포항 스틸러스에 2순위 지명되며 프로 경력을 시작하였다. 그 후 2005 시즌부터 전남 드래곤즈로 이적하여 활동하였으나 1년 후 군대 문제로 광주 상무 불사조에 입단하며 주장으로 활약했다. 상무를 마치고 전남으로 돌아왔으나 부상으로 출전기회를 얻지 못하고 신생팀 강원 FC로 1년 기한으로 임대되었다. 임대 복귀 후 전남 드래곤즈에서 자리를 잡지 못하고 계속된 부상으로 2009 시즌을 끝으로 방출되었다.
그리고 당시 덴마크와 터키 등의 해외 이적을 추진했으나 에이전트의 사기로 이루어지지가 않았고 K리그의 이적시장도 닫혀 이후 조기 축구나 헬스장을 다니며 몸을 유지했다. 그리고 전북 현대의 입단 테스트를 앞두고 십자인대 부상을 다녀 1년간 재활을 해야만 했다.
2011년 7월 22일 대구에 입단하였다. 입단 후 두 시즌 동안 뛰다가 2012 시즌이 끝난 후 방출 당하였다.
2013 시즌을 앞두고 자유계약으로 인천 유나이티드에 입단하였다.
이후 은퇴하고 지도자로서 일하고 있다.

## 플레이 스타일
오른쪽 측면에서 빠른 드리블과 강한 체력을 겸비한 선수로 측면 미드필더 자리도 소화 가능했다.

## 수상

### 대회 기록
포항 스틸러스 (2001 ~ 2004)
- K-리그 ● 준우승 1회: 2004
- FA컵 준우승 2회 ●: (2001, 2002)